# Ballinaglera
Ballinaglera, oficiálně Ballinagleragh (irsky Baile na gCléireach) je vesnice v hrabství Leitrim v Irsku. Nalézá se u silnice R207 východně od jezera Lough Allen.

## Původ jména obce
Baile na gCléireach znamená v irštině „město (či místo) duchovenstva“. Místní světec a údajný biskup z Ardcarnu Hugo (zvaný Beo-Aodh) měl totiž nedaleko odtud založit klášter. Traduje se, že v něm bylo vzděláno a vysvěceno mnoho kněží; neexistují ale žádné fyzické pozůstatky tohoto kláštera.

## Pamětihodnosti
Ves Ballinaglera církevně spadá pod stejnojmennou farnost. Stojí zde Kostel sv. Huga (St. Hugh’s Church), jenž byl postaven v roce 1842. Tato stavba vznikla jako náhrada za původní nízký doškový kostelík nacházející se poblíž. V průběhu let byl kostel sv. Huga několikrát přestavěn a rekonstruován.
V obci se nacházejí dvě studánky: St Hugh’s Well (Tobar Bheo-Aoidh) a St Brigid’s Well (Tobal Bhríd).
V 18. století byla ve zdejší oblasti postavena řada tzv. sweat-house, irských obdob finských saun; jedná se o kamenné stavby tvaru úlu, které se využívaly při léčbě bolestí zad, revmatismu, bolestí hlavy a podobně.

## Sport a kultura
Působí zde fotbalový klub Ballinaglera GAA, jenž vznikl v roce 1981 a předtím byl sloučen s klubem Allen Gaels. Hraje v lize Leitrim Division 2; ženský oddíl hraje společně s hráčkami Allen Gaels v týmu St. Francis.
V obci se pravidelně koná hudební festival Ballinaglera Traditional Music Weekend.